# 魁北克大学蒙特利尔分校
魁北克大学蒙特利尔分校（Université du Québec à Montréal）是加拿大魁北克大学最大的分校，位于蒙特利尔市中心，主要分为2个校区，文科位于地铁巴里－魁北克大學蒙特利爾分校站，理科位于地铁藝術坊站。校区分布于市中心的3站地铁之间。

## 历史
由于该校是法语学校，受益于魁北克政府拨款，发展极其迅速。魁北克大学蒙特利尔分校为蒙特利尔市仅有的2所法语大学之一（另一所为蒙特利尔大学），是当地法语为母语的学生梦想进入的大学。大学拥有310项课程，在2018年秋季迎来了38883位学生，其中包含来自于95个国家的留学生共3859人。
魁北克大学与63个国家的417所大学建立了友好合作关系，相互签订了714项合约，更有助于学生之间进行学术与文化交流。

## 画廊

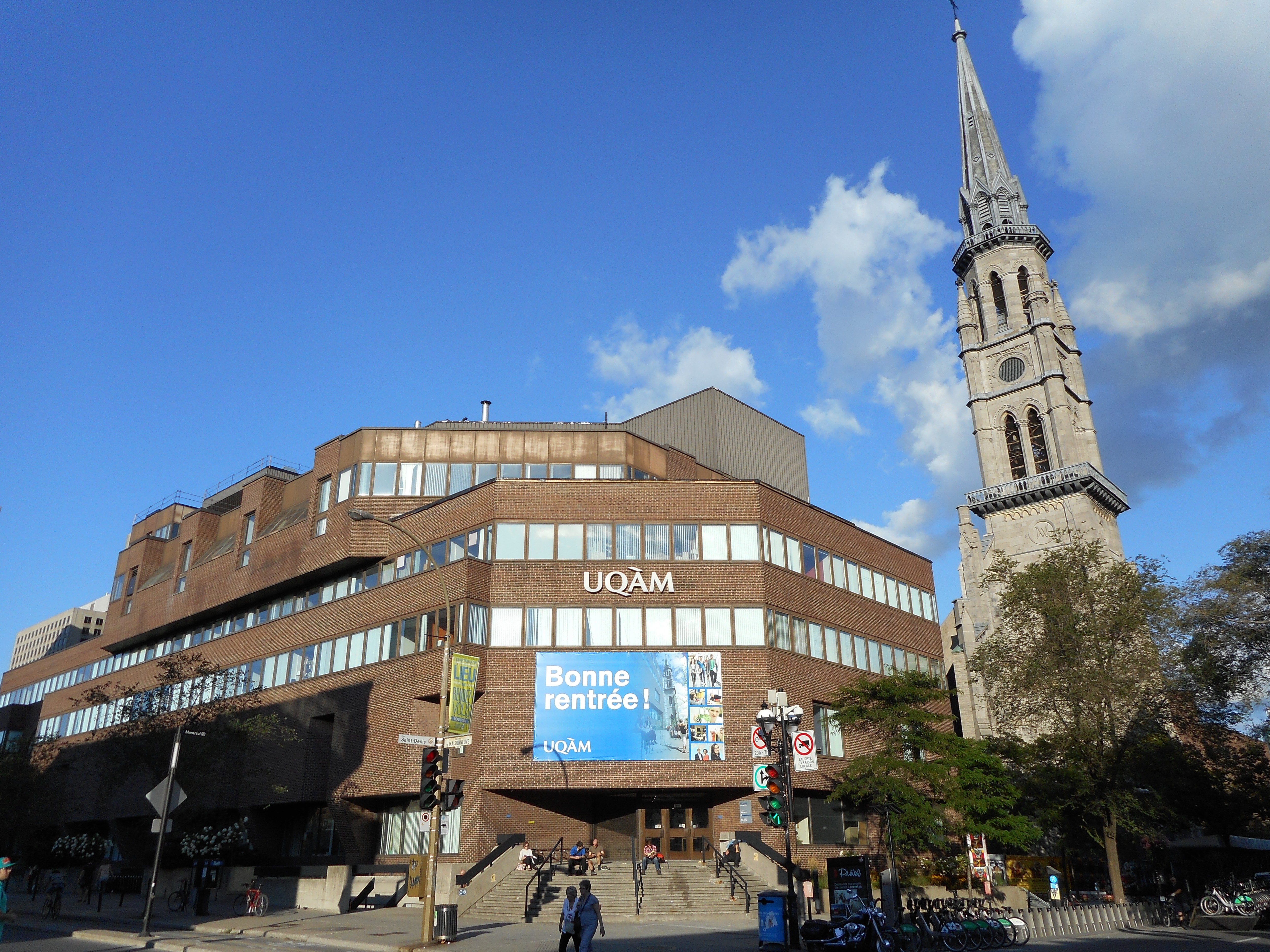
魁北克大学蒙特利尔分校
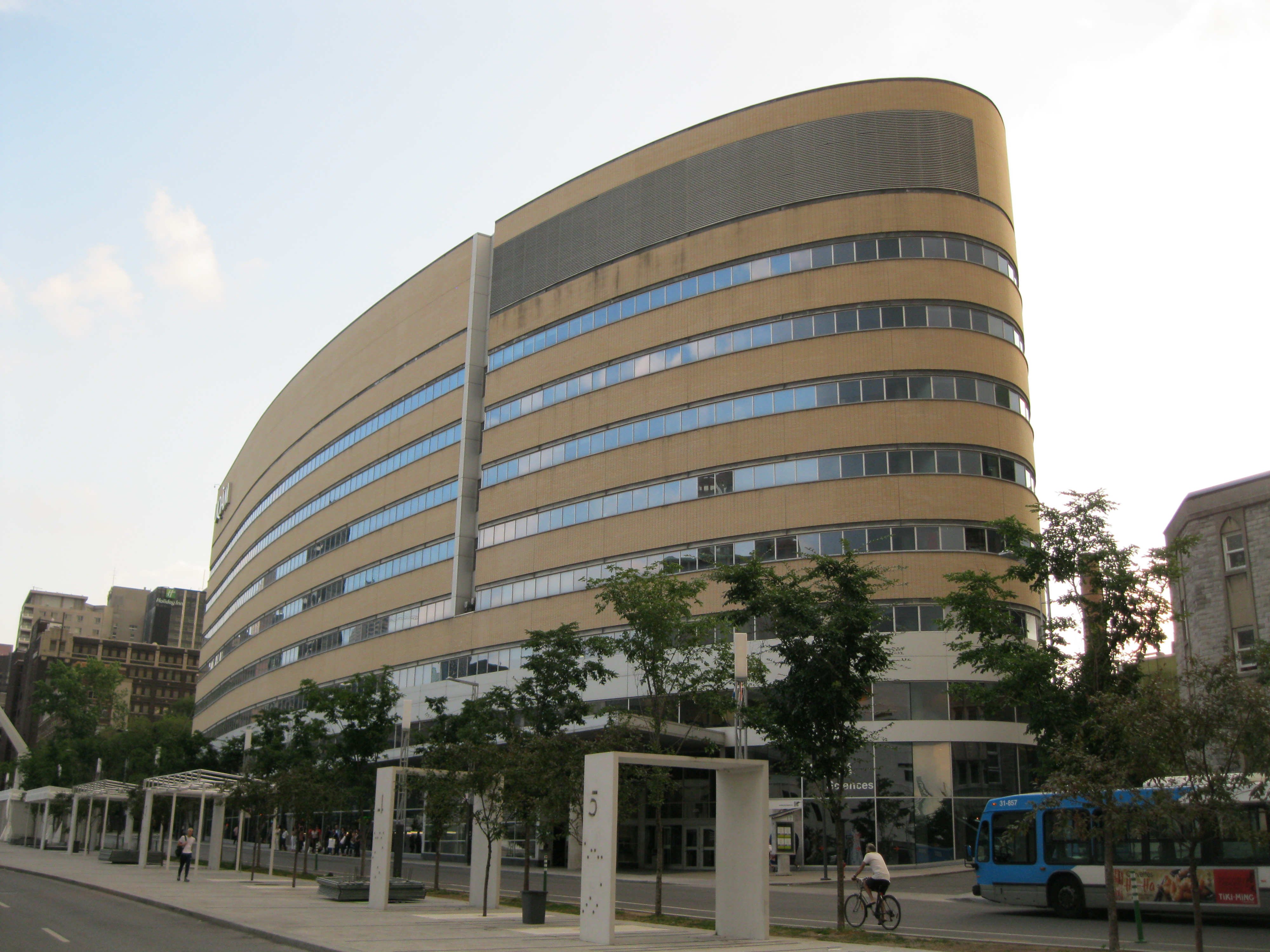
约翰·肯尼迪大楼